# 马建国 (1961年)
马建国，天津大学电子信息工程学院院长、教授，主要从事高频高速混合信号片上系统及其应用等方面的研究工作。入选中华人民共和国教育部2007年度"长江学者"特聘教授。